# Lista över fornlämningar i Västerås kommun (Västerås, stensättningar)
Lista över fornlämningar i Västerås kommun (Västerås, stensättningar) är en förteckning av ett urval av de fornlämningar av typen stensättning som finns i Västerås i Västerås kommun.
| Namn                         | Lämningstyp  | Tillkomsttid | Historisk indelning   | Plats | Läge                 | ID-nr          | Bild                                      |
| ---------------------------- | ------------ | ------------ | --------------------- | ----- | -------------------- | -------------- | ----------------------------------------- |
| Västerås 11:1                | Stensättning |              | Västerås, Västmanland |       | 59.633324, 16.536850 | 10233400110001 | Ladda upp en bild av detta fornminne      |
| Västerås 11:3                | Stensättning |              | Västerås, Västmanland |       | 59.632836, 16.536497 | 10233400110003 | Ladda upp en bild av detta fornminne      |
| Västerås 14:1                | Stensättning |              | Västerås, Västmanland |       | 59.636099, 16.543233 | 10233400140001 | Ladda upp en bild av detta fornminne      |
| Västerås 15:1                | Stensättning |              | Västerås, Västmanland |       | 59.635784, 16.544136 | 10233400150001 | Ladda upp en bild av detta fornminne      |
| Västerås 15:2                | Stensättning |              | Västerås, Västmanland |       | 59.635864, 16.543907 | 10233400150002 | Ladda upp en bild av detta fornminne      |
| Västerås 16:1                | Stensättning |              | Västerås, Västmanland |       | 59.638163, 16.545070 | 10233400160001 | Ladda upp en bild av detta fornminne      |
| Västerås 16:2                | Stensättning |              | Västerås, Västmanland |       | 59.638606, 16.544859 | 10233400160002 | Ladda upp en bild av detta fornminne      |
| Västerås 19:1                | Stensättning |              | Västerås, Västmanland |       | 59.639965, 16.548292 | 10233400190001 | Ladda upp en bild av detta fornminne      |
| Västerås 19:2                | Stensättning |              | Västerås, Västmanland |       | 59.639783, 16.548425 | 10233400190002 | Ladda upp en bild av detta fornminne      |
| Västerås 22:1                | Stensättning |              | Västerås, Västmanland |       | 59.629102, 16.528010 | 10233400220001 | Ladda upp en bild av detta fornminne      |
| Västerås 22:2                | Stensättning |              | Västerås, Västmanland |       | 59.629043, 16.528191 | 10233400220002 | Ladda upp en bild av detta fornminne      |
| Västerås 23:1                | Stensättning |              | Västerås, Västmanland |       | 59.628414, 16.529077 | 10233400230001 | Ladda upp en bild av detta fornminne      |
| Västerås 24:1                | Stensättning |              | Västerås, Västmanland |       | 59.629819, 16.528660 | 10233400240001 | Ladda upp en bild av detta fornminne      |
| Västerås 24:2                | Stensättning |              | Västerås, Västmanland |       | 59.629990, 16.528956 | 10233400240002 | Ladda upp en bild av detta fornminne      |
| Västerås 24:3                | Stensättning |              | Västerås, Västmanland |       | 59.630054, 16.529229 | 10233400240003 | Ladda upp en bild av detta fornminne      |
| Västerås 31:1                | Stensättning |              | Västerås, Västmanland |       | 59.629178, 16.525070 | 10233400310001 | Ladda upp en bild av detta fornminne      |
| Västerås 35:2                | Stensättning |              | Västerås, Västmanland |       | 59.636977, 16.516462 | 10233400350002 | Ladda upp en bild av detta fornminne      |
| Västerås 36:1                | Stensättning |              | Västerås, Västmanland |       | 59.633282, 16.518639 | 10233400360001 | Ladda upp en bild av detta fornminne      |
| Västerås 38:1                | Stensättning |              | Västerås, Västmanland |       | 59.638495, 16.520593 | 10233400380001 | Ladda upp en bild av detta fornminne      |
| Västerås 40:3                | Stensättning |              | Västerås, Västmanland |       | 59.639523, 16.521476 | 10233400400003 | Ladda upp en bild av detta fornminne      |
| Västerås 41:1                | Stensättning |              | Västerås, Västmanland |       | 59.640031, 16.520748 | 10233400410001 | Ladda upp en bild av detta fornminne      |
| Västerås 42:1                | Stensättning |              | Västerås, Västmanland |       | 59.652533, 16.515653 | 10233400420001 | Ladda upp en bild av detta fornminne      |
| Västerås 42:2                | Stensättning |              | Västerås, Västmanland |       | 59.652642, 16.515775 | 10233400420002 | Ladda upp en bild av detta fornminne      |
| Västerås 44:1                | Stensättning |              | Västerås, Västmanland |       | 59.650483, 16.537164 | 10233400440001 | Ladda upp en bild av detta fornminne      |
| Västerås 47:1                | Stensättning |              | Västerås, Västmanland |       | 59.643602, 16.529391 | 10233400470001 | Ladda upp en bild av detta fornminne      |
| Västerås 49:1                | Stensättning |              | Västerås, Västmanland |       | 59.653498, 16.547283 | 10233400490001 | Ladda upp en bild av detta fornminne      |
| Västerås 49:2                | Stensättning |              | Västerås, Västmanland |       | 59.653632, 16.547534 | 10233400490002 | Ladda upp en bild av detta fornminne      |
| Västerås 53:4                | Stensättning |              | Västerås, Västmanland |       | 59.622250, 16.515205 | 10233400530004 | Ladda upp en bild av detta fornminne      |
| Västerås 54:2                | Stensättning |              | Västerås, Västmanland |       | 59.623190, 16.514886 | 10233400540002 | Ladda upp en bild av detta fornminne      |
| Västerås 58:1                | Stensättning |              | Västerås, Västmanland |       | 59.649503, 16.513205 | 10233400580001 | Ladda upp en bild av detta fornminne      |
| Västerås 61:2                | Stensättning |              | Västerås, Västmanland |       | 59.648977, 16.505012 | 10233400610002 | Ladda upp en bild av detta fornminne      |
| Västerås 62:1                | Stensättning |              | Västerås, Västmanland |       | 59.650462, 16.506873 | 10233400620001 | Ladda upp en bild av detta fornminne      |
| Västerås 62:2                | Stensättning |              | Västerås, Västmanland |       | 59.650765, 16.506958 | 10233400620002 | Ladda upp en bild av detta fornminne      |
| Västerås 62:3                | Stensättning |              | Västerås, Västmanland |       | 59.650867, 16.506772 | 10233400620003 | Ladda upp en bild av detta fornminne      |
| Västerås 64:1                | Stensättning |              | Västerås, Västmanland |       | 59.651815, 16.508780 | 10233400640001 | Ladda upp en bild av detta fornminne      |
| Västerås 66:1                | Stensättning |              | Västerås, Västmanland |       | 59.641496, 16.503387 | 10233400660001 | Ladda upp en bild av detta fornminne      |
| Västerås 66:2                | Stensättning |              | Västerås, Västmanland |       | 59.641439, 16.503165 | 10233400660002 | Ladda upp en bild av detta fornminne      |
| Västerås 67:1                | Stensättning |              | Västerås, Västmanland |       | 59.642153, 16.499951 | 10233400670001 | Ladda upp en bild av detta fornminne      |
| Västerås 70:1                | Stensättning |              | Västerås, Västmanland |       | 59.643181, 16.502165 | 10233400700001 | Ladda upp en bild av detta fornminne      |
| Västerås 70:2                | Stensättning |              | Västerås, Västmanland |       | 59.643285, 16.502366 | 10233400700002 | Ladda upp en bild av detta fornminne      |
| Västerås 70:3                | Stensättning |              | Västerås, Västmanland |       | 59.643341, 16.502516 | 10233400700003 | Ladda upp en bild av detta fornminne      |
| Västerås 80:1                | Stensättning |              | Västerås, Västmanland |       | 59.653251, 16.494380 | 10233400800001 | Ladda upp en bild av detta fornminne      |
| Västerås 80:2                | Stensättning |              | Västerås, Västmanland |       | 59.653652, 16.494424 | 10233400800002 | Ladda upp en bild av detta fornminne      |
| Västerås 81:1                | Stensättning |              | Västerås, Västmanland |       | 59.659490, 16.497916 | 10233400810001 | Ladda upp en bild av detta fornminne      |
| Västerås 81:2                | Stensättning |              | Västerås, Västmanland |       | 59.659718, 16.497744 | 10233400810002 | Ladda upp en bild av detta fornminne      |
| Västerås 82:4                | Stensättning |              | Västerås, Västmanland |       | 59.656696, 16.504851 | 10233400820004 | Ladda upp en bild av detta fornminne      |
| Västerås 104:1               | Stensättning |              | Västerås, Västmanland |       | 59.621701, 16.499245 | 10233401040001 | Ladda upp en bild av detta fornminne      |
| Nr 2 Lugnet (Västerås 106:1) | Stensättning |              | Västerås, Västmanland |       | 59.618077, 16.511444 | 10233401060001 | Ladda upp en bild av detta fornminne      |
| Västerås 107:2               | Stensättning |              | Västerås, Västmanland |       | 59.618223, 16.508209 | 10233401070002 | Ladda upp en bild av detta fornminne      |
| Västerås 107:3               | Stensättning |              | Västerås, Västmanland |       | 59.618438, 16.508197 | 10233401070003 | Ladda upp en bild av detta fornminne      |
| Västerås 109:1               | Stensättning |              | Västerås, Västmanland |       | 59.615609, 16.502799 | 10233401090001 | Ladda upp en bild av detta fornminne      |
| Västerås 115:1               | Stensättning |              | Västerås, Västmanland |       | 59.621461, 16.471782 | 10233401150001 | Ladda upp en till bild av detta fornminne |
| Västerås 120:1               | Stensättning |              | Västerås, Västmanland |       | 59.608091, 16.493613 | 10233401200001 | Ladda upp en till bild av detta fornminne |
| Västerås 123:1               | Stensättning |              | Västerås, Västmanland |       | 59.621141, 16.484156 | 10233401230001 | Ladda upp en bild av detta fornminne      |
| Västerås 129:1               | Stensättning |              | Västerås, Västmanland |       | 59.639890, 16.508929 | 10233401290001 | Ladda upp en bild av detta fornminne      |
| Västerås 129:2               | Stensättning |              | Västerås, Västmanland |       | 59.640034, 16.508911 | 10233401290002 | Ladda upp en bild av detta fornminne      |
| Västerås 135:1               | Stensättning |              | Västerås, Västmanland |       | 59.634997, 16.542706 | 10233401350001 | Ladda upp en bild av detta fornminne      |
| Västerås 136:2               | Stensättning |              | Västerås, Västmanland |       | 59.634664, 16.538563 | 10233401360002 | Ladda upp en bild av detta fornminne      |
| Västerås 138:2               | Stensättning |              | Västerås, Västmanland |       | 59.634165, 16.526107 | 10233401380002 | Ladda upp en bild av detta fornminne      |
| Västerås 148:1               | Stensättning |              | Västerås, Västmanland |       | 59.632135, 16.504497 | 10233401480001 | Ladda upp en bild av detta fornminne      |
| Västerås 148:2               | Stensättning |              | Västerås, Västmanland |       | 59.632319, 16.504322 | 10233401480002 | Ladda upp en bild av detta fornminne      |
| Västerås 166:2               | Stensättning |              | Västerås, Västmanland |       | 59.622627, 16.497624 | 10233401660002 | Ladda upp en bild av detta fornminne      |
| Västerås 168:1               | Stensättning |              | Västerås, Västmanland |       | 59.658965, 16.500995 | 10233401680001 | Ladda upp en bild av detta fornminne      |
| Västerås 172:1               | Stensättning |              | Västerås, Västmanland |       | 59.619582, 16.522238 | 10233401720001 | Ladda upp en bild av detta fornminne      |
| Rävbacken (Västerås 178:1)   | Stensättning |              | Västerås, Västmanland |       | 59.642463, 16.634318 | 10233401780001 | Ladda upp en bild av detta fornminne      |
| Västerås 187:2               | Stensättning |              | Västerås, Västmanland |       | 59.645817, 16.633028 | 10233401870002 | Ladda upp en bild av detta fornminne      |
| Västerås 193:1               | Stensättning |              | Västerås, Västmanland |       | 59.652175, 16.625884 | 10233401930001 | Ladda upp en bild av detta fornminne      |
| Västerås 194:1               | Stensättning |              | Västerås, Västmanland |       | 59.650884, 16.630208 | 10233401940001 | Ladda upp en bild av detta fornminne      |
| Västerås 194:2               | Stensättning |              | Västerås, Västmanland |       | 59.650735, 16.630178 | 10233401940002 | Ladda upp en bild av detta fornminne      |
| Västerås 196:1               | Stensättning |              | Västerås, Västmanland |       | 59.649429, 16.649064 | 10233401960001 | Ladda upp en bild av detta fornminne      |
| Västerås 197:1               | Stensättning |              | Västerås, Västmanland |       | 59.649407, 16.643369 | 10233401970001 | Ladda upp en bild av detta fornminne      |
| Västerås 218:1               | Stensättning |              | Västerås, Västmanland |       | 59.623905, 16.541003 | 10233402180001 | Ladda upp en bild av detta fornminne      |
| Västerås 230:1               | Stensättning |              | Västerås, Västmanland |       | 59.554705, 16.635933 | 10233402300001 | Ladda upp en bild av detta fornminne      |
| Västerås 230:2               | Stensättning |              | Västerås, Västmanland |       | 59.554707, 16.635827 | 10233402300002 | Ladda upp en bild av detta fornminne      |
| Västerås 230:3               | Stensättning |              | Västerås, Västmanland |       | 59.554654, 16.635713 | 10233402300003 | Ladda upp en bild av detta fornminne      |
| Västerås 230:4               | Stensättning |              | Västerås, Västmanland |       | 59.554527, 16.635579 | 10233402300004 | Ladda upp en bild av detta fornminne      |
| Västerås 252:1               | Stensättning |              | Västerås, Västmanland |       | 59.590776, 16.431074 | 10233402520001 | Ladda upp en bild av detta fornminne      |
| Västerås 256:1               | Stensättning |              | Västerås, Västmanland |       | 59.590036, 16.437531 | 10233402560001 | Ladda upp en bild av detta fornminne      |
| Västerås 256:2               | Stensättning |              | Västerås, Västmanland |       | 59.590149, 16.437600 | 10233402560002 | Ladda upp en bild av detta fornminne      |
| Västerås 256:3               | Stensättning |              | Västerås, Västmanland |       | 59.590099, 16.437347 | 10233402560003 | Ladda upp en bild av detta fornminne      |
| Västerås 256:4               | Stensättning |              | Västerås, Västmanland |       | 59.590422, 16.436521 | 10233402560004 | Ladda upp en bild av detta fornminne      |
| Västerås 256:5               | Stensättning |              | Västerås, Västmanland |       | 59.590456, 16.436261 | 10233402560005 | Ladda upp en bild av detta fornminne      |
| Västerås 261:1               | Stensättning |              | Västerås, Västmanland |       | 59.591970, 16.443661 | 10233402610001 | Ladda upp en bild av detta fornminne      |
| Västerås 266:1               | Stensättning |              | Västerås, Västmanland |       | 59.610965, 16.477475 | 10233402660001 | Ladda upp en bild av detta fornminne      |
| Västerås 276:3               | Stensättning |              | Västerås, Västmanland |       | 59.585792, 16.438354 | 10233402760003 | Ladda upp en bild av detta fornminne      |
| Västerås 278:1               | Stensättning |              | Västerås, Västmanland |       | 59.584732, 16.435962 | 10233402780001 | Ladda upp en bild av detta fornminne      |
| Västerås 278:2               | Stensättning |              | Västerås, Västmanland |       | 59.584757, 16.436277 | 10233402780002 | Ladda upp en bild av detta fornminne      |
| Västerås 279:1               | Stensättning |              | Västerås, Västmanland |       | 59.585097, 16.433249 | 10233402790001 | Ladda upp en bild av detta fornminne      |
| Västerås 279:2               | Stensättning |              | Västerås, Västmanland |       | 59.584822, 16.432881 | 10233402790002 | Ladda upp en bild av detta fornminne      |
| Västerås 279:3               | Stensättning |              | Västerås, Västmanland |       | 59.584625, 16.432992 | 10233402790003 | Ladda upp en bild av detta fornminne      |
| Västerås 281:1               | Stensättning |              | Västerås, Västmanland |       | 59.581602, 16.436110 | 10233402810001 | Ladda upp en bild av detta fornminne      |
| Västerås 288:1               | Stensättning |              | Västerås, Västmanland |       | 59.580289, 16.455758 | 10233402880001 | Ladda upp en bild av detta fornminne      |
| Västerås 288:2               | Stensättning |              | Västerås, Västmanland |       | 59.580233, 16.455941 | 10233402880002 | Ladda upp en bild av detta fornminne      |
| Västerås 292:2               | Stensättning |              | Västerås, Västmanland |       | 59.572647, 16.456970 | 10233402920002 | Ladda upp en bild av detta fornminne      |
| Västerås 297:1               | Stensättning |              | Västerås, Västmanland |       | 59.571090, 16.467152 | 10233402970001 | Ladda upp en bild av detta fornminne      |
| Västerås 297:2               | Stensättning |              | Västerås, Västmanland |       | 59.571128, 16.466919 | 10233402970002 | Ladda upp en bild av detta fornminne      |
| Västerås 306:1               | Stensättning |              | Västerås, Västmanland |       | 59.618905, 16.464635 | 10233403060001 | Ladda upp en bild av detta fornminne      |
| Västerås 308:2               | Stensättning |              | Västerås, Västmanland |       | 59.613043, 16.473015 | 10233403080002 | Ladda upp en bild av detta fornminne      |
| Västerås 312:1               | Stensättning |              | Västerås, Västmanland |       | 59.570861, 16.467836 | 10233403120001 | Ladda upp en bild av detta fornminne      |
| Västerås 323:1               | Stensättning |              | Västerås, Västmanland |       | 59.583996, 16.436227 | 10233403230001 | Ladda upp en bild av detta fornminne      |
| Västerås 324:1               | Stensättning |              | Västerås, Västmanland |       | 59.570502, 16.454221 | 10233403240001 | Ladda upp en bild av detta fornminne      |
| Västerås 386:1               | Stensättning |              | Västerås, Västmanland |       | 59.641509, 16.738836 | 10233403860001 | Ladda upp en bild av detta fornminne      |
| Västerås 386:2               | Stensättning |              | Västerås, Västmanland |       | 59.641660, 16.738874 | 10233403860002 | Ladda upp en bild av detta fornminne      |
| Västerås 389:1               | Stensättning |              | Västerås, Västmanland |       | 59.648056, 16.722782 | 10233403890001 | Ladda upp en bild av detta fornminne      |
| Västerås 389:2               | Stensättning |              | Västerås, Västmanland |       | 59.648192, 16.722511 | 10233403890002 | Ladda upp en bild av detta fornminne      |
| Västerås 392:2               | Stensättning |              | Västerås, Västmanland |       | 59.650217, 16.710790 | 10233403920002 | Ladda upp en bild av detta fornminne      |
| Västerås 393:3               | Stensättning |              | Västerås, Västmanland |       | 59.647846, 16.712201 | 10233403930003 | Ladda upp en bild av detta fornminne      |
| Västerås 406:2               | Stensättning |              | Västerås, Västmanland |       | 59.642989, 16.620620 | 10233404060002 | Ladda upp en bild av detta fornminne      |
| Västerås 407:1               | Stensättning |              | Västerås, Västmanland |       | 59.642899, 16.621838 | 10233404070001 | Ladda upp en bild av detta fornminne      |
| Västerås 407:3               | Stensättning |              | Västerås, Västmanland |       | 59.643177, 16.621295 | 10233404070003 | Ladda upp en bild av detta fornminne      |
| Västerås 408:1               | Stensättning |              | Västerås, Västmanland |       | 59.642710, 16.622704 | 10233404080001 | Ladda upp en bild av detta fornminne      |
| Västerås 408:2               | Stensättning |              | Västerås, Västmanland |       | 59.642581, 16.622557 | 10233404080002 | Ladda upp en bild av detta fornminne      |
| Västerås 408:6               | Stensättning |              | Västerås, Västmanland |       | 59.642699, 16.622224 | 10233404080006 | Ladda upp en bild av detta fornminne      |
| Västerås 424:1               | Stensättning |              | Västerås, Västmanland |       | 59.635233, 16.632927 | 10233404240001 | Ladda upp en bild av detta fornminne      |
| Västerås 424:2               | Stensättning |              | Västerås, Västmanland |       | 59.635140, 16.633358 | 10233404240002 | Ladda upp en bild av detta fornminne      |
| Västerås 427:1               | Stensättning |              | Västerås, Västmanland |       | 59.634314, 16.632388 | 10233404270001 | Ladda upp en bild av detta fornminne      |
| Västerås 428:1               | Stensättning |              | Västerås, Västmanland |       | 59.628611, 16.642600 | 10233404280001 | Ladda upp en bild av detta fornminne      |
| Västerås 438:2               | Stensättning |              | Västerås, Västmanland |       | 59.619948, 16.638060 | 10233404380002 | Ladda upp en bild av detta fornminne      |
| Västerås 445:1               | Stensättning |              | Västerås, Västmanland |       | 59.614672, 16.636789 | 10233404450001 | Ladda upp en bild av detta fornminne      |
| Västerås 472:1               | Stensättning |              | Västerås, Västmanland |       | 59.619998, 16.608406 | 10233404720001 | Ladda upp en bild av detta fornminne      |
| Västerås 472:3               | Stensättning |              | Västerås, Västmanland |       | 59.620239, 16.609004 | 10233404720003 | Ladda upp en bild av detta fornminne      |
| Västerås 482:1               | Stensättning |              | Västerås, Västmanland |       | 59.641463, 16.640141 | 10233404820001 | Ladda upp en bild av detta fornminne      |
| Västerås 482:2               | Stensättning |              | Västerås, Västmanland |       | 59.641342, 16.639884 | 10233404820002 | Ladda upp en bild av detta fornminne      |
| Västerås 483:1               | Stensättning |              | Västerås, Västmanland |       | 59.642857, 16.637659 | 10233404830001 | Ladda upp en bild av detta fornminne      |
| Västerås 483:3               | Stensättning |              | Västerås, Västmanland |       | 59.642877, 16.637482 | 10233404830003 | Ladda upp en bild av detta fornminne      |
| Västerås 484:1               | Stensättning |              | Västerås, Västmanland |       | 59.643603, 16.636584 | 10233404840001 | Ladda upp en bild av detta fornminne      |
| Västerås 485:1               | Stensättning |              | Västerås, Västmanland |       | 59.645400, 16.637709 | 10233404850001 | Ladda upp en bild av detta fornminne      |
| Västerås 485:3               | Stensättning |              | Västerås, Västmanland |       | 59.645307, 16.637765 | 10233404850003 | Ladda upp en bild av detta fornminne      |
| Västerås 485:4               | Stensättning |              | Västerås, Västmanland |       | 59.645353, 16.637464 | 10233404850004 | Ladda upp en bild av detta fornminne      |
| Västerås 488:1               | Stensättning |              | Västerås, Västmanland |       | 59.633102, 16.645677 | 10233404880001 | Ladda upp en bild av detta fornminne      |
| Västerås 489:2               | Stensättning |              | Västerås, Västmanland |       | 59.635542, 16.664699 | 10233404890002 | Ladda upp en bild av detta fornminne      |
| Västerås 489:3               | Stensättning |              | Västerås, Västmanland |       | 59.635863, 16.663998 | 10233404890003 | Ladda upp en bild av detta fornminne      |
| Västerås 494:1               | Stensättning |              | Västerås, Västmanland |       | 59.633362, 16.672386 | 10233404940001 | Ladda upp en bild av detta fornminne      |
| Västerås 495:1               | Stensättning |              | Västerås, Västmanland |       | 59.641651, 16.677231 | 10233404950001 | Ladda upp en bild av detta fornminne      |
| Västerås 495:2               | Stensättning |              | Västerås, Västmanland |       | 59.641759, 16.677052 | 10233404950002 | Ladda upp en bild av detta fornminne      |
| Västerås 495:3               | Stensättning |              | Västerås, Västmanland |       | 59.641743, 16.677378 | 10233404950003 | Ladda upp en bild av detta fornminne      |
| Västerås 496:1               | Stensättning |              | Västerås, Västmanland |       | 59.643473, 16.676175 | 10233404960001 | Ladda upp en bild av detta fornminne      |
| Västerås 500:1               | Stensättning |              | Västerås, Västmanland |       | 59.641720, 16.691508 | 10233405000001 | Ladda upp en bild av detta fornminne      |
| Västerås 500:2               | Stensättning |              | Västerås, Västmanland |       | 59.641735, 16.691257 | 10233405000002 | Ladda upp en bild av detta fornminne      |
| Västerås 511:1               | Stensättning |              | Västerås, Västmanland |       | 59.637859, 16.694432 | 10233405110001 | Ladda upp en bild av detta fornminne      |
| Västerås 514:2               | Stensättning |              | Västerås, Västmanland |       | 59.642223, 16.692668 | 10233405140002 | Ladda upp en bild av detta fornminne      |
| Västerås 518:1               | Stensättning |              | Västerås, Västmanland |       | 59.647359, 16.704274 | 10233405180001 | Ladda upp en bild av detta fornminne      |
| Västerås 519:1               | Stensättning |              | Västerås, Västmanland |       | 59.650362, 16.705764 | 10233405190001 | Ladda upp en bild av detta fornminne      |
| Västerås 522:1               | Stensättning |              | Västerås, Västmanland |       | 59.639322, 16.714826 | 10233405220001 | Ladda upp en bild av detta fornminne      |
| Västerås 522:2               | Stensättning |              | Västerås, Västmanland |       | 59.639484, 16.714716 | 10233405220002 | Ladda upp en bild av detta fornminne      |
| Västerås 524:2               | Stensättning |              | Västerås, Västmanland |       | 59.646109, 16.730788 | 10233405240002 | Ladda upp en bild av detta fornminne      |
| Västerås 527:1               | Stensättning |              | Västerås, Västmanland |       | 59.637386, 16.728879 | 10233405270001 | Ladda upp en bild av detta fornminne      |
| Västerås 527:2               | Stensättning |              | Västerås, Västmanland |       | 59.637443, 16.729629 | 10233405270002 | Ladda upp en bild av detta fornminne      |
| Västerås 530:2               | Stensättning |              | Västerås, Västmanland |       | 59.637241, 16.726114 | 10233405300002 | Ladda upp en bild av detta fornminne      |
| Västerås 530:3               | Stensättning |              | Västerås, Västmanland |       | 59.637760, 16.726105 | 10233405300003 | Ladda upp en bild av detta fornminne      |
| Västerås 531:1               | Stensättning |              | Västerås, Västmanland |       | 59.636494, 16.722288 | 10233405310001 | Ladda upp en bild av detta fornminne      |
| Västerås 533:1               | Stensättning |              | Västerås, Västmanland |       | 59.635790, 16.708170 | 10233405330001 | Ladda upp en bild av detta fornminne      |
| Västerås 533:2               | Stensättning |              | Västerås, Västmanland |       | 59.635638, 16.708367 | 10233405330002 | Ladda upp en bild av detta fornminne      |
| Västerås 533:3               | Stensättning |              | Västerås, Västmanland |       | 59.635650, 16.709041 | 10233405330003 | Ladda upp en bild av detta fornminne      |
| Västerås 535:1               | Stensättning |              | Västerås, Västmanland |       | 59.633038, 16.699922 | 10233405350001 | Ladda upp en bild av detta fornminne      |
| Västerås 535:2               | Stensättning |              | Västerås, Västmanland |       | 59.633035, 16.700195 | 10233405350002 | Ladda upp en bild av detta fornminne      |
| Västerås 536:3               | Stensättning |              | Västerås, Västmanland |       | 59.634413, 16.695791 | 10233405360003 | Ladda upp en bild av detta fornminne      |
| Västerås 537:1               | Stensättning |              | Västerås, Västmanland |       | 59.633382, 16.695438 | 10233405370001 | Ladda upp en bild av detta fornminne      |
| Västerås 537:2               | Stensättning |              | Västerås, Västmanland |       | 59.633197, 16.695101 | 10233405370002 | Ladda upp en bild av detta fornminne      |
| Västerås 538:1               | Stensättning |              | Västerås, Västmanland |       | 59.630408, 16.688541 | 10233405380001 | Ladda upp en bild av detta fornminne      |
| Västerås 538:2               | Stensättning |              | Västerås, Västmanland |       | 59.630479, 16.689516 | 10233405380002 | Ladda upp en bild av detta fornminne      |
| Västerås 543:1               | Stensättning |              | Västerås, Västmanland |       | 59.628955, 16.687705 | 10233405430001 | Ladda upp en bild av detta fornminne      |
| Västerås 551:1               | Stensättning |              | Västerås, Västmanland |       | 59.626621, 16.671066 | 10233405510001 | Ladda upp en bild av detta fornminne      |
| Västerås 556:3               | Stensättning |              | Västerås, Västmanland |       | 59.623957, 16.656369 | 10233405560003 | Ladda upp en bild av detta fornminne      |
| Västerås 557:2               | Stensättning |              | Västerås, Västmanland |       | 59.622064, 16.657563 | 10233405570002 | Ladda upp en bild av detta fornminne      |
| Västerås 557:4               | Stensättning |              | Västerås, Västmanland |       | 59.621325, 16.658255 | 10233405570004 | Ladda upp en bild av detta fornminne      |
| Västerås 559:1               | Stensättning |              | Västerås, Västmanland |       | 59.627753, 16.651870 | 10233405590001 | Ladda upp en bild av detta fornminne      |
| Västerås 561:1               | Stensättning |              | Västerås, Västmanland |       | 59.628480, 16.692476 | 10233405610001 | Ladda upp en bild av detta fornminne      |
| Västerås 563:1               | Stensättning |              | Västerås, Västmanland |       | 59.600504, 16.624334 | 10233405630001 | Ladda upp en bild av detta fornminne      |
| Västerås 563:3               | Stensättning |              | Västerås, Västmanland |       | 59.600608, 16.624321 | 10233405630003 | Ladda upp en bild av detta fornminne      |
| Västerås 568:2               | Stensättning |              | Västerås, Västmanland |       | 59.587242, 16.612587 | 10233405680002 | Ladda upp en bild av detta fornminne      |
| Västerås 571:1               | Stensättning |              | Västerås, Västmanland |       | 59.632706, 16.627895 | 10233405710001 | Ladda upp en bild av detta fornminne      |
| Västerås 571:2               | Stensättning |              | Västerås, Västmanland |       | 59.632770, 16.627634 | 10233405710002 | Ladda upp en bild av detta fornminne      |
| Västerås 576:1               | Stensättning |              | Västerås, Västmanland |       | 59.593410, 16.609704 | 10233405760001 | Ladda upp en bild av detta fornminne      |
| Västerås 576:3               | Stensättning |              | Västerås, Västmanland |       | 59.593734, 16.610608 | 10233405760003 | Ladda upp en bild av detta fornminne      |
| Västerås 576:4               | Stensättning |              | Västerås, Västmanland |       | 59.593876, 16.610772 | 10233405760004 | Ladda upp en bild av detta fornminne      |
| Västerås 578:1               | Stensättning |              | Västerås, Västmanland |       | 59.605104, 16.625440 | 10233405780001 | Ladda upp en bild av detta fornminne      |
| Västerås 578:2               | Stensättning |              | Västerås, Västmanland |       | 59.604966, 16.625445 | 10233405780002 | Ladda upp en bild av detta fornminne      |
| Västerås 578:4               | Stensättning |              | Västerås, Västmanland |       | 59.605339, 16.625386 | 10233405780004 | Ladda upp en bild av detta fornminne      |
| Västerås 599:1               | Stensättning |              | Västerås, Västmanland |       | 59.640144, 16.616820 | 10233405990001 | Ladda upp en bild av detta fornminne      |
| Västerås 600:2               | Stensättning |              | Västerås, Västmanland |       | 59.638201, 16.616528 | 10233406000002 | Ladda upp en bild av detta fornminne      |
| Västerås 601:2               | Stensättning |              | Västerås, Västmanland |       | 59.643388, 16.468336 | 10233406010002 | Ladda upp en bild av detta fornminne      |
| Västerås 601:3               | Stensättning |              | Västerås, Västmanland |       | 59.643196, 16.468348 | 10233406010003 | Ladda upp en bild av detta fornminne      |
| Västerås 602:1               | Stensättning |              | Västerås, Västmanland |       | 59.646208, 16.449507 | 10233406020001 | Ladda upp en bild av detta fornminne      |
| Västerås 602:2               | Stensättning |              | Västerås, Västmanland |       | 59.646697, 16.449399 | 10233406020002 | Ladda upp en bild av detta fornminne      |
| Västerås 603:1               | Stensättning |              | Västerås, Västmanland |       | 59.645508, 16.459350 | 10233406030001 | Ladda upp en bild av detta fornminne      |
| Västerås 603:2               | Stensättning |              | Västerås, Västmanland |       | 59.645546, 16.459086 | 10233406030002 | Ladda upp en bild av detta fornminne      |
| Västerås 603:3               | Stensättning |              | Västerås, Västmanland |       | 59.645644, 16.459674 | 10233406030003 | Ladda upp en bild av detta fornminne      |
| Västerås 604:2               | Stensättning |              | Västerås, Västmanland |       | 59.649229, 16.468578 | 10233406040002 | Ladda upp en bild av detta fornminne      |
| Västerås 604:3               | Stensättning |              | Västerås, Västmanland |       | 59.649101, 16.468953 | 10233406040003 | Ladda upp en bild av detta fornminne      |
| Västerås 604:4               | Stensättning |              | Västerås, Västmanland |       | 59.649516, 16.469189 | 10233406040004 | Ladda upp en bild av detta fornminne      |
| Västerås 605:1               | Stensättning |              | Västerås, Västmanland |       | 59.634336, 16.443431 | 10233406050001 | Ladda upp en bild av detta fornminne      |
| Västerås 607:1               | Stensättning |              | Västerås, Västmanland |       | 59.638561, 16.431171 | 10233406070001 | Ladda upp en bild av detta fornminne      |
| Västerås 607:2               | Stensättning |              | Västerås, Västmanland |       | 59.638495, 16.431444 | 10233406070002 | Ladda upp en bild av detta fornminne      |
| Västerås 608:1               | Stensättning |              | Västerås, Västmanland |       | 59.636659, 16.431896 | 10233406080001 | Ladda upp en bild av detta fornminne      |
| Västerås 608:2               | Stensättning |              | Västerås, Västmanland |       | 59.636701, 16.432046 | 10233406080002 | Ladda upp en bild av detta fornminne      |
| Västerås 608:3               | Stensättning |              | Västerås, Västmanland |       | 59.636273, 16.431611 | 10233406080003 | Ladda upp en bild av detta fornminne      |
| Västerås 609:1               | Stensättning |              | Västerås, Västmanland |       | 59.643810, 16.471493 | 10233406090001 | Ladda upp en bild av detta fornminne      |
| Västerås 609:3               | Stensättning |              | Västerås, Västmanland |       | 59.643453, 16.471686 | 10233406090003 | Ladda upp en bild av detta fornminne      |
| Västerås 613:1               | Stensättning |              | Västerås, Västmanland |       | 59.644860, 16.454956 | 10233406130001 | Ladda upp en bild av detta fornminne      |
| Västerås 617:1               | Stensättning |              | Västerås, Västmanland |       | 59.649186, 16.463799 | 10233406170001 | Ladda upp en bild av detta fornminne      |
| Västerås 618:1               | Stensättning |              | Västerås, Västmanland |       | 59.650156, 16.463969 | 10233406180001 | Ladda upp en bild av detta fornminne      |
| Västerås 618:2               | Stensättning |              | Västerås, Västmanland |       | 59.650262, 16.463792 | 10233406180002 | Ladda upp en bild av detta fornminne      |
| Västerås 618:3               | Stensättning |              | Västerås, Västmanland |       | 59.650420, 16.463751 | 10233406180003 | Ladda upp en bild av detta fornminne      |
| Västerås 622:2               | Stensättning |              | Västerås, Västmanland |       | 59.653255, 16.474465 | 10233406220002 | Ladda upp en bild av detta fornminne      |
| Västerås 623:3               | Stensättning |              | Västerås, Västmanland |       | 59.641146, 16.471565 | 10233406230003 | Ladda upp en bild av detta fornminne      |
| Västerås 624:1               | Stensättning |              | Västerås, Västmanland |       | 59.637614, 16.474409 | 10233406240001 | Ladda upp en bild av detta fornminne      |
| Västerås 625:1               | Stensättning |              | Västerås, Västmanland |       | 59.633003, 16.472307 | 10233406250001 | Ladda upp en bild av detta fornminne      |
| Västerås 626:1               | Stensättning |              | Västerås, Västmanland |       | 59.642914, 16.487245 | 10233406260001 | Ladda upp en bild av detta fornminne      |
| Västerås 626:2               | Stensättning |              | Västerås, Västmanland |       | 59.642889, 16.486948 | 10233406260002 | Ladda upp en bild av detta fornminne      |
| Västerås 628:2               | Stensättning |              | Västerås, Västmanland |       | 59.638864, 16.490834 | 10233406280002 | Ladda upp en bild av detta fornminne      |
| Västerås 629:3               | Stensättning |              | Västerås, Västmanland |       | 59.639308, 16.487672 | 10233406290003 | Ladda upp en bild av detta fornminne      |
| Västerås 629:6               | Stensättning |              | Västerås, Västmanland |       | 59.638753, 16.489417 | 10233406290006 | Ladda upp en bild av detta fornminne      |
| Västerås 631:3               | Stensättning |              | Västerås, Västmanland |       | 59.638499, 16.497041 | 10233406310003 | Ladda upp en bild av detta fornminne      |
| Älvkullen (Västerås 634:1)   | Stensättning |              | Västerås, Västmanland |       | 59.632201, 16.498110 | 10233406340001 | Ladda upp en bild av detta fornminne      |
| Västerås 635:1               | Stensättning |              | Västerås, Västmanland |       | 59.632404, 16.488575 | 10233406350001 | Ladda upp en bild av detta fornminne      |
| Västerås 635:2               | Stensättning |              | Västerås, Västmanland |       | 59.632535, 16.488435 | 10233406350002 | Ladda upp en bild av detta fornminne      |
| Västerås 635:3               | Stensättning |              | Västerås, Västmanland |       | 59.632678, 16.488560 | 10233406350003 | Ladda upp en bild av detta fornminne      |
| Västerås 636:2               | Stensättning |              | Västerås, Västmanland |       | 59.626512, 16.486162 | 10233406360002 | Ladda upp en bild av detta fornminne      |
| Västerås 638:1               | Stensättning |              | Västerås, Västmanland |       | 59.630048, 16.484068 | 10233406380001 | Ladda upp en bild av detta fornminne      |
| Västerås 638:2               | Stensättning |              | Västerås, Västmanland |       | 59.630234, 16.483920 | 10233406380002 | Ladda upp en bild av detta fornminne      |
| Västerås 640:1               | Stensättning |              | Västerås, Västmanland |       | 59.634347, 16.484024 | 10233406400001 | Ladda upp en bild av detta fornminne      |
| Västerås 642:1               | Stensättning |              | Västerås, Västmanland |       | 59.624325, 16.455736 | 10233406420001 | Ladda upp en bild av detta fornminne      |
| Västerås 643:1               | Stensättning |              | Västerås, Västmanland |       | 59.629392, 16.460921 | 10233406430001 | Ladda upp en bild av detta fornminne      |
| Västerås 646:3               | Stensättning |              | Västerås, Västmanland |       | 59.624947, 16.440183 | 10233406460003 | Ladda upp en bild av detta fornminne      |
| Västerås 646:4               | Stensättning |              | Västerås, Västmanland |       | 59.624792, 16.440349 | 10233406460004 | Ladda upp en bild av detta fornminne      |
| Västerås 649:1               | Stensättning |              | Västerås, Västmanland |       | 59.656881, 16.447941 | 10233406490001 | Ladda upp en bild av detta fornminne      |
| Västerås 649:2               | Stensättning |              | Västerås, Västmanland |       | 59.656802, 16.447361 | 10233406490002 | Ladda upp en bild av detta fornminne      |
| Västerås 653:1               | Stensättning |              | Västerås, Västmanland |       | 59.664406, 16.457266 | 10233406530001 | Ladda upp en bild av detta fornminne      |
| Västerås 654:1               | Stensättning |              | Västerås, Västmanland |       | 59.665940, 16.449495 | 10233406540001 | Ladda upp en bild av detta fornminne      |
| Västerås 654:2               | Stensättning |              | Västerås, Västmanland |       | 59.666325, 16.450025 | 10233406540002 | Ladda upp en bild av detta fornminne      |
| Västerås 654:3               | Stensättning |              | Västerås, Västmanland |       | 59.666212, 16.450655 | 10233406540003 | Ladda upp en bild av detta fornminne      |
| Västerås 658:2               | Stensättning |              | Västerås, Västmanland |       | 59.669562, 16.455497 | 10233406580002 | Ladda upp en bild av detta fornminne      |
| Västerås 660:1               | Stensättning |              | Västerås, Västmanland |       | 59.668252, 16.461407 | 10233406600001 | Ladda upp en bild av detta fornminne      |
| Västerås 661:1               | Stensättning |              | Västerås, Västmanland |       | 59.639912, 16.423650 | 10233406610001 | Ladda upp en bild av detta fornminne      |
| Västerås 662:1               | Stensättning |              | Västerås, Västmanland |       | 59.625449, 16.448283 | 10233406620001 | Ladda upp en bild av detta fornminne      |
| Västerås 668:2               | Stensättning |              | Västerås, Västmanland |       | 59.656145, 16.473174 | 10233406680002 | Ladda upp en bild av detta fornminne      |
| Västerås 670:2               | Stensättning |              | Västerås, Västmanland |       | 59.655744, 16.474659 | 10233406700002 | Ladda upp en bild av detta fornminne      |
| Västerås 676:1               | Stensättning |              | Västerås, Västmanland |       | 59.629541, 16.476847 | 10233406760001 | Ladda upp en bild av detta fornminne      |
| Västerås 677:1               | Stensättning |              | Västerås, Västmanland |       | 59.631265, 16.463978 | 10233406770001 | Ladda upp en bild av detta fornminne      |
| Västerås 682:1               | Stensättning |              | Västerås, Västmanland |       | 59.636909, 16.443675 | 10233406820001 | Ladda upp en bild av detta fornminne      |
| Västerås 684:1               | Stensättning |              | Västerås, Västmanland |       | 59.640346, 16.432037 | 10233406840001 | Ladda upp en bild av detta fornminne      |
| Västerås 708:1               | Stensättning |              | Västerås, Västmanland |       | 59.650491, 16.457957 | 10233407080001 | Ladda upp en bild av detta fornminne      |
| Västerås 713:1               | Stensättning |              | Västerås, Västmanland |       | 59.647302, 16.451013 | 10233407130001 | Ladda upp en bild av detta fornminne      |
| Västerås 714:2               | Stensättning |              | Västerås, Västmanland |       | 59.645584, 16.451414 | 10233407140002 | Ladda upp en bild av detta fornminne      |
| Västerås 715:1               | Stensättning |              | Västerås, Västmanland |       | 59.646838, 16.462250 | 10233407150001 | Ladda upp en bild av detta fornminne      |
| Västerås 718:1               | Stensättning |              | Västerås, Västmanland |       | 59.647855, 16.468636 | 10233407180001 | Ladda upp en bild av detta fornminne      |
| Västerås 719:1               | Stensättning |              | Västerås, Västmanland |       | 59.647380, 16.470442 | 10233407190001 | Ladda upp en bild av detta fornminne      |
| Västerås 722:1               | Stensättning |              | Västerås, Västmanland |       | 59.641695, 16.466245 | 10233407220001 | Ladda upp en bild av detta fornminne      |
| Västerås 722:2               | Stensättning |              | Västerås, Västmanland |       | 59.641509, 16.466424 | 10233407220002 | Ladda upp en bild av detta fornminne      |
| Västerås 735:1               | Stensättning |              | Västerås, Västmanland |       | 59.633991, 16.483141 | 10233407350001 | Ladda upp en bild av detta fornminne      |
| Västerås 743:1               | Stensättning |              | Västerås, Västmanland |       | 59.598405, 16.448147 | 10233407430001 | Ladda upp en bild av detta fornminne      |
| Västerås 743:2               | Stensättning |              | Västerås, Västmanland |       | 59.598340, 16.448338 | 10233407430002 | Ladda upp en bild av detta fornminne      |
| Västerås 743:3               | Stensättning |              | Västerås, Västmanland |       | 59.598184, 16.448473 | 10233407430003 | Ladda upp en bild av detta fornminne      |
| Västerås 744:1               | Stensättning |              | Västerås, Västmanland |       | 59.599693, 16.447103 | 10233407440001 | Ladda upp en bild av detta fornminne      |
| Västerås 747:1               | Stensättning |              | Västerås, Västmanland |       | 59.605547, 16.455512 | 10233407470001 | Ladda upp en bild av detta fornminne      |
| Västerås 748:1               | Stensättning |              | Västerås, Västmanland |       | 59.600666, 16.447402 | 10233407480001 | Ladda upp en bild av detta fornminne      |
| Västerås 748:2               | Stensättning |              | Västerås, Västmanland |       | 59.600564, 16.447907 | 10233407480002 | Ladda upp en bild av detta fornminne      |
| Västerås 748:3               | Stensättning |              | Västerås, Västmanland |       | 59.600447, 16.447751 | 10233407480003 | Ladda upp en bild av detta fornminne      |
| Västerås 748:4               | Stensättning |              | Västerås, Västmanland |       | 59.600174, 16.447779 | 10233407480004 | Ladda upp en bild av detta fornminne      |
| Västerås 753:1               | Stensättning |              | Västerås, Västmanland |       | 59.640235, 16.639945 | 10233407530001 | Ladda upp en bild av detta fornminne      |
| Västerås 758:1               | Stensättning |              | Västerås, Västmanland |       | 59.629189, 16.662460 | 10233407580001 | Ladda upp en bild av detta fornminne      |
| Västerås 759:1               | Stensättning |              | Västerås, Västmanland |       | 59.625866, 16.687171 | 10233407590001 | Ladda upp en bild av detta fornminne      |
| Västerås 759:2               | Stensättning |              | Västerås, Västmanland |       | 59.625833, 16.687524 | 10233407590002 | Ladda upp en bild av detta fornminne      |
| Västerås 761:1               | Stensättning |              | Västerås, Västmanland |       | 59.622833, 16.682731 | 10233407610001 | Ladda upp en bild av detta fornminne      |
| Västerås 767:2               | Stensättning |              | Västerås, Västmanland |       | 59.598868, 16.625218 | 10233407670002 | Ladda upp en bild av detta fornminne      |
| Västerås 768:1               | Stensättning |              | Västerås, Västmanland |       | 59.586294, 16.622935 | 10233407680001 | Ladda upp en bild av detta fornminne      |
| Västerås 776:1               | Stensättning |              | Västerås, Västmanland |       | 59.632382, 16.648177 | 10233407760001 | Ladda upp en bild av detta fornminne      |
| Västerås 777:1               | Stensättning |              | Västerås, Västmanland |       | 59.633001, 16.659232 | 10233407770001 | Ladda upp en bild av detta fornminne      |
| Västerås 777:2               | Stensättning |              | Västerås, Västmanland |       | 59.632936, 16.659423 | 10233407770002 | Ladda upp en bild av detta fornminne      |
| Västerås 785:1               | Stensättning |              | Västerås, Västmanland |       | 59.644584, 16.701429 | 10233407850001 | Ladda upp en bild av detta fornminne      |
| Västerås 788:1               | Stensättning |              | Västerås, Västmanland |       | 59.639704, 16.715595 | 10233407880001 | Ladda upp en bild av detta fornminne      |
| Västerås 788:2               | Stensättning |              | Västerås, Västmanland |       | 59.639643, 16.715793 | 10233407880002 | Ladda upp en bild av detta fornminne      |
| Västerås 788:3               | Stensättning |              | Västerås, Västmanland |       | 59.639593, 16.716009 | 10233407880003 | Ladda upp en bild av detta fornminne      |
| Västerås 790:1               | Stensättning |              | Västerås, Västmanland |       | 59.623713, 16.599467 | 10233407900001 | Ladda upp en bild av detta fornminne      |
| Västerås 802:1               | Stensättning |              | Västerås, Västmanland |       | 59.592974, 16.610105 | 10233408020001 | Ladda upp en bild av detta fornminne      |
| Västerås 820:1               | Stensättning |              | Västerås, Västmanland |       | 59.603542, 16.600868 | 10233408200001 | Ladda upp en bild av detta fornminne      |
| Västerås 824:1               | Stensättning |              | Västerås, Västmanland |       | 59.631576, 16.612603 | 10233408240001 | Ladda upp en bild av detta fornminne      |
| Västerås 852:1               | Stensättning |              | Västerås, Västmanland |       | 59.600385, 16.450514 | 10233408520001 | Ladda upp en bild av detta fornminne      |
| Västerås 852:2               | Stensättning |              | Västerås, Västmanland |       | 59.600335, 16.450135 | 10233408520002 | Ladda upp en bild av detta fornminne      |
| Västerås 852:3               | Stensättning |              | Västerås, Västmanland |       | 59.600365, 16.449857 | 10233408520003 | Ladda upp en bild av detta fornminne      |
| Västerås 855:1               | Stensättning |              | Västerås, Västmanland |       | 59.609412, 16.471455 | 10233408550001 | Ladda upp en bild av detta fornminne      |
| Västerås 881:1               | Stensättning |              | Västerås, Västmanland |       | 59.567645, 16.457982 | 10233408810001 | Ladda upp en bild av detta fornminne      |
| Västerås 894:1               | Stensättning |              | Västerås, Västmanland |       | 59.568221, 16.480218 | 10233408940001 | Ladda upp en bild av detta fornminne      |
| Västerås 915:2               | Stensättning |              | Västerås, Västmanland |       | 59.614730, 16.635671 | 10233409150002 | Ladda upp en bild av detta fornminne      |
| Västerås 977:1               | Stensättning |              | Västerås, Västmanland |       | 59.653574, 16.539764 | 10233409770001 | Ladda upp en bild av detta fornminne      |
| Västerås 978:1               | Stensättning |              | Västerås, Västmanland |       | 59.624795, 16.482482 | 10233409780001 | Ladda upp en bild av detta fornminne      |
| Västerås 1054:1              | Stensättning |              | Västerås, Västmanland |       | 59.564208, 16.459802 | 10233410540001 | Ladda upp en bild av detta fornminne      |
| Västerås 1111                | Stensättning |              | Västerås, Västmanland |       | 59.630712, 16.542519 | 12000000004165 | Ladda upp en bild av detta fornminne      |
| Västerås 1112                | Stensättning |              | Västerås, Västmanland |       | 59.631065, 16.542469 | 12000000004166 | Ladda upp en bild av detta fornminne      |
| Västerås 1120                | Stensättning |              | Västerås, Västmanland |       | 59.627147, 16.546999 | 12000000004180 | Ladda upp en bild av detta fornminne      |
| Västerås 1143                | Stensättning |              | Västerås, Västmanland |       | 59.629156, 16.548060 | 12000000004217 | Ladda upp en bild av detta fornminne      |
| Dingtuna 176:1               | Stensättning |              | Västerås, Västmanland |       | 59.613023, 16.462686 | 10227901760001 | Ladda upp en bild av detta fornminne      |
| Västerås 1182                | Stensättning |              | Västerås, Västmanland |       | 59.631412, 16.542790 | 12000000004303 | Ladda upp en bild av detta fornminne      |
| Västerås 1183                | Stensättning |              | Västerås, Västmanland |       | 59.631157, 16.542541 | 12000000004304 | Ladda upp en bild av detta fornminne      |
| Dingtuna 190:1               | Stensättning |              | Västerås, Västmanland |       | 59.616199, 16.453392 | 10227901900001 | Ladda upp en bild av detta fornminne      |
| Västerås 1192                | Stensättning |              | Västerås, Västmanland |       | 59.628173, 16.544344 | 12000000004322 | Ladda upp en bild av detta fornminne      |
| Västerås 1370                | Stensättning |              | Västerås, Västmanland |       | 59.648388, 16.492320 | 12000000082611 | Ladda upp en bild av detta fornminne      |
| Västerås 1380                | Stensättning |              | Västerås, Västmanland |       | 59.593326, 16.444080 | 12000000084068 | Ladda upp en bild av detta fornminne      |
| Västerås 1446                | Stensättning |              | Västerås, Västmanland |       | 59.605388, 16.496626 | 12000000117801 | Ladda upp en bild av detta fornminne      |
| Västerås 1447                | Stensättning |              | Västerås, Västmanland |       | 59.605463, 16.496166 | 12000000117802 | Ladda upp en bild av detta fornminne      |
| Västerås 1460                | Stensättning |              | Västerås, Västmanland |       | 59.636007, 16.670165 | 12000000123227 | Ladda upp en bild av detta fornminne      |
| Västerås 1461                | Stensättning |              | Västerås, Västmanland |       | 59.636012, 16.670214 | 12000000123229 | Ladda upp en bild av detta fornminne      |
| Dingtuna 480:1               | Stensättning |              | Västerås, Västmanland |       | 59.613904, 16.457424 | 10227904800001 | Ladda upp en bild av detta fornminne      |
| Dingtuna 666:1               | Stensättning |              | Västerås, Västmanland |       | 59.618552, 16.449710 | 10227906660001 | Ladda upp en bild av detta fornminne      |